# Stark Love
Stark Love è un film muto del 1927 diretto da Karl Brown.

## Trama
Rob Warwick va in città per ricevere un'istruzione, ma mentre è via suo padre e un vicino di casa hanno cambiato drasticamente modi di vita.